# Braçalet teixit

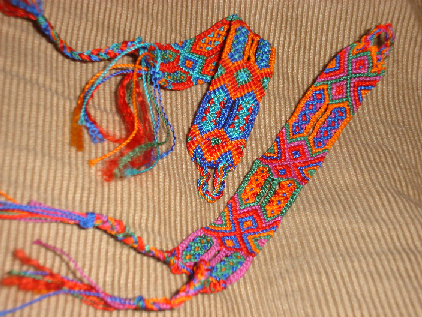
Treball artesanal de qualitat. 2 polseres teixides a mà semblants però úniques en disseny i color.

Un  braçalet teixit  és una peça opcional, un complement per a adornar un o ambdós canells de la persona, però també es poden dur entorn dels turmells, si la llargada d'aquests ho permet.
Entre la infinitat de models i dissenys de braçalets que existeixen en una gran part de cultures, les quals poden incloure polseres fetes amb materials rígids, materials mixtos, o polseres fabricades en una forma automatitzada i comercial, es troben unes polseres que són completament teixides a mà.
Aquesta particular gamma de polseres és enorme i rica en colors i dissenys. No són dures per ser teixides amb fils, encara que la quantitat de nusos emprats en la seva factura, així com el tipus de fil, com sigui de tancat el teixit i la quantitat de fils amb què es confeccioni, són factors que influeixen les seves propietats finals.
Les  polseres teixides a mà  són obres artesanals, i se'ls arriba a assignar algun simbolisme o significat segons els colors, dissenys, o per raons úniques a la persona que les ha teixit o la persona que les adquireix. Això ha portat al fet que se'ls arribi a conèixer com a  braçalets de l'amistat .

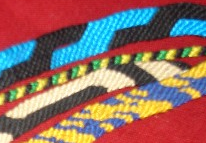
Polseres de 3, 9 i 12 fils teixides amb el mateix tipus de nus.

Al començament aquestes polseres eren teixides de manera rústica i única, la seva presència i vistositat han fet que es tornin molt populars fins al grau que es comercialitzin i es creïn en major quantitat per a la seva venda. Això ha emmenat el fet que en la major part dels casos es vagin allunyant del detall artístic o complexitat creativa, i hagin esdevingut un producte o mercaderia per a ser trobades en establiments comercials.

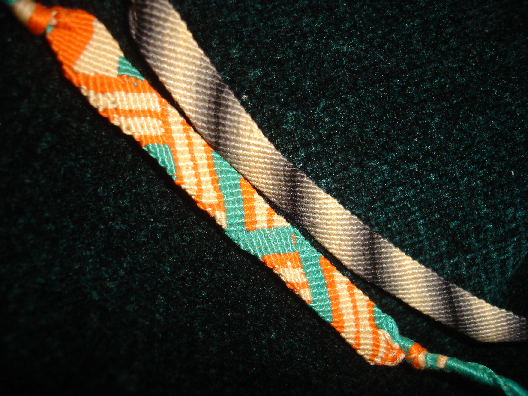
Una braçalet amb teixit cap a una sola direcció i patró en gradient, i una altra braçalet amb teixit de disseny "aleatori" cap a ambdós sentits.

Un braçalet simple pot ser fet amb dos fils, els quals es lliguen, per exemple amb nus pla (rínxols o quadrats), successivament de manera que es vagi creant el cos de la braçalet. Una braçalet de tres fils, fora de ser una trena, es pot formar fent, amb el mateix fil, dos simples nusos al voltant de cada fil següent, i així consecutivament amb altres fils. Polseres més elaborades són fetes amb més fils, la qual cosa augmenta l'amplada de la braçalet.
No hi ha regla que estableixi quants fils s'han d'emprar, ni tampoc que estableixi el disseny o patró a seguir. Un altre aspecte a tenir en compte és el tipus de nus que ha de ser emprat, ja que uns teixits són amb avanç diagonal quan altres són més "horitzontals".
El maneig dels fils i nusos poden ser utilitzats per a escriure lletres o mots.

## Polseres de plàstic
La popularitat de les  polseres teixides a mà  amb materials orgànics ha fet que es desenvolupin polseres plàstiques de colors que són venudes per tal de recaptar fons o promoure alguna causa.

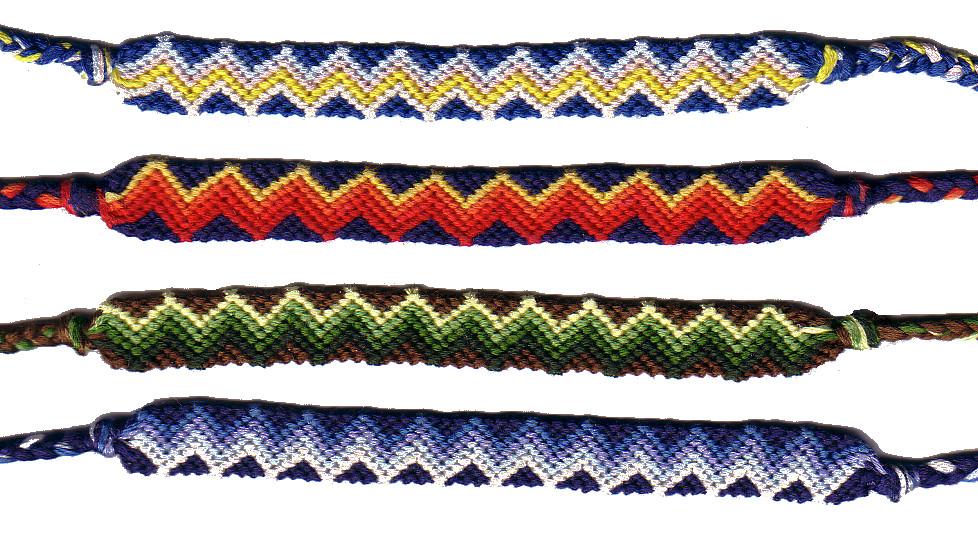
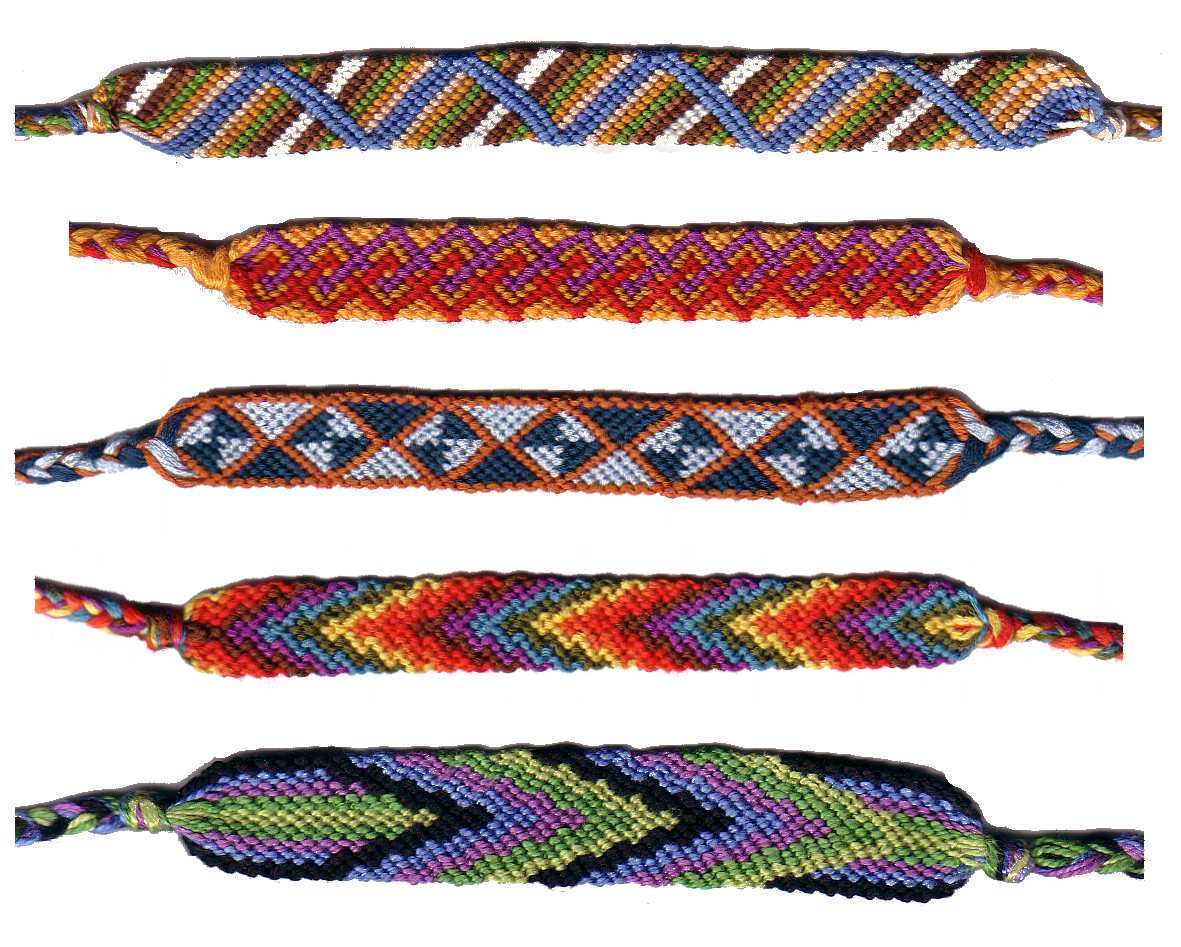
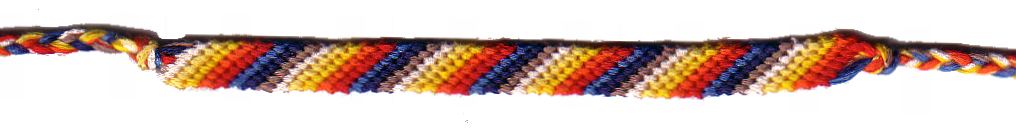
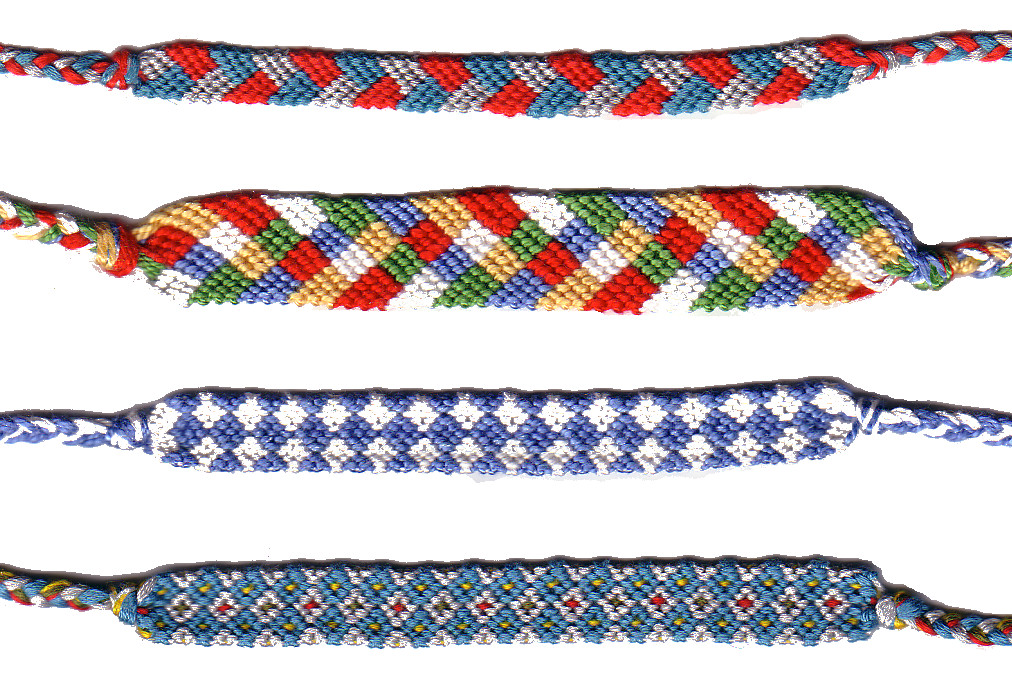
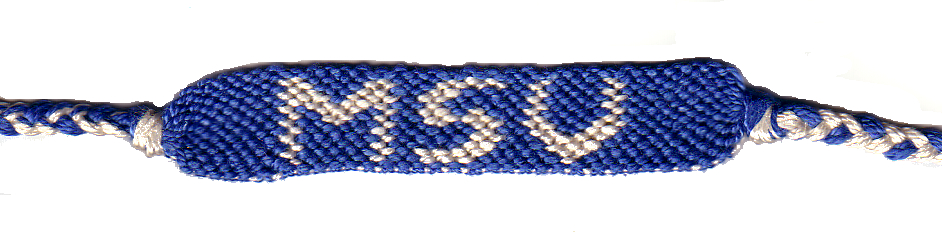
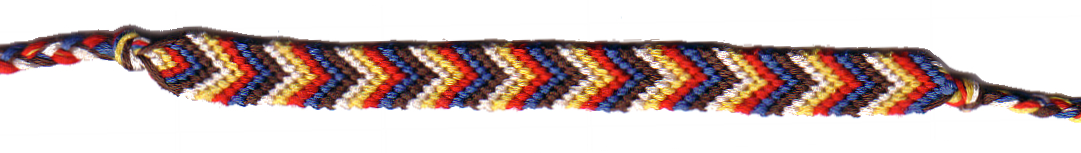